# Matthias Tillmann
Matthias Tillmann (* 9. Dezember 1983 in Düsseldorf) ist Vorstandsvorsitzender des FC Schalke 04.

## Berufliche Laufbahn
Tillmann studierte Wirtschaftswissenschaften und Mathematik an der Westfälischen Universität Münster und der San Diego State University. Er hat einen Masterabschluss in angewandter Mathematik. Von 2013 bis 2015 war er Vizepräsident für Globale Märkte bei der Deutschen Bank AG. Von 2015 bis 2016 war Tillmann Senior Proprietary Trader bei der RWE Supply & Trading. Von 2016 bis 2023 war er Vorstandsmitglied der Trivago AG und von 2022 bis 2023 im Aufsichtsrat der UBIO. Seit dem 1. Januar 2024 ist er nach einer Entscheidung des Vereins vom 10. Oktober 2023 Vorstandsvorsitzender des FC Schalke 04 und dort für die Ressorts Vertrieb, Marketing, Kommunikation, Digitales, Fans &  Nachhaltigkeit sowie Veranstaltungen & Sicherheit zuständig. Dem FC Schalke 04 gehört Tillmann seit 1995 an.